# Novostav, Horohiv
Novostav (în ucraineană Новостав) este un sat în comuna Horișnie din raionul Horohiv, regiunea Volînia, Ucraina.

## Demografie
Componența lingvistică a localității Novostav
     Ucraineană (100%)
Conform recensământului din 2001, toată populația localității Novostav era vorbitoare de ucraineană (100%).